# Trupale
Trupale (cyr. Трупале) – wieś w Serbii, w okręgu niszawskim, w mieście Nisz. W 2011 roku liczyła 2127 mieszkańców.